# Кадилкар, Рохини
Рохини Кадилкар (1 апреля 1963, Бомбей) — индийская шахматистка, международный мастер (1981) среди женщин.
Пятикратная чемпионка Индии (1976, 1977, 1979, 1981 и 1983).
Победительница первого (1981) и второго (1983) женских чемпионатов Азии по шахматам.
Участница межзональных турниров (Тбилиси, 1982, — 13—14-е; Железноводск, 1985, — 13-е, Тузла, 1987, — 13—14-е места). Участница ряда олимпиад (1978—1986) в составе команды Индии.
Её две сестры Васанти и Джейшри также профессиональные шахматистки.

## Изменения рейтинга
| Графики недоступны из-за технических проблем. См. информацию на Фабрикаторе и на mediawiki.org. |